# Erebia nivalis
Erebia nivalis är en fjärilsart som beskrevs av Zdravko Lorkovic och De Lesse 1954. Erebia nivalis ingår i släktet Erebia och familjen praktfjärilar. IUCN kategoriserar arten globalt som livskraftig. Inga underarter finns listade i Catalogue of Life.

## Bildgalleri

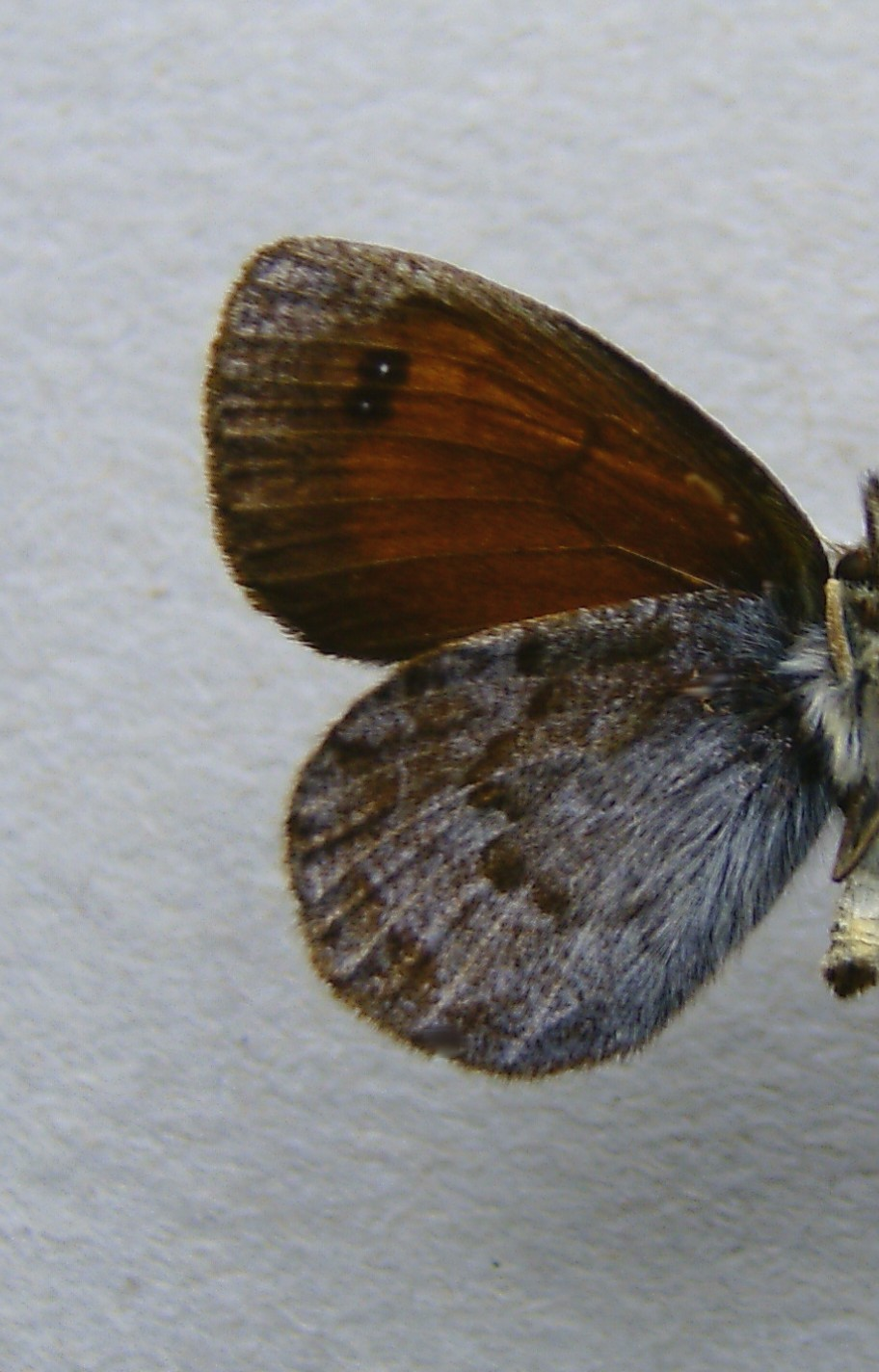
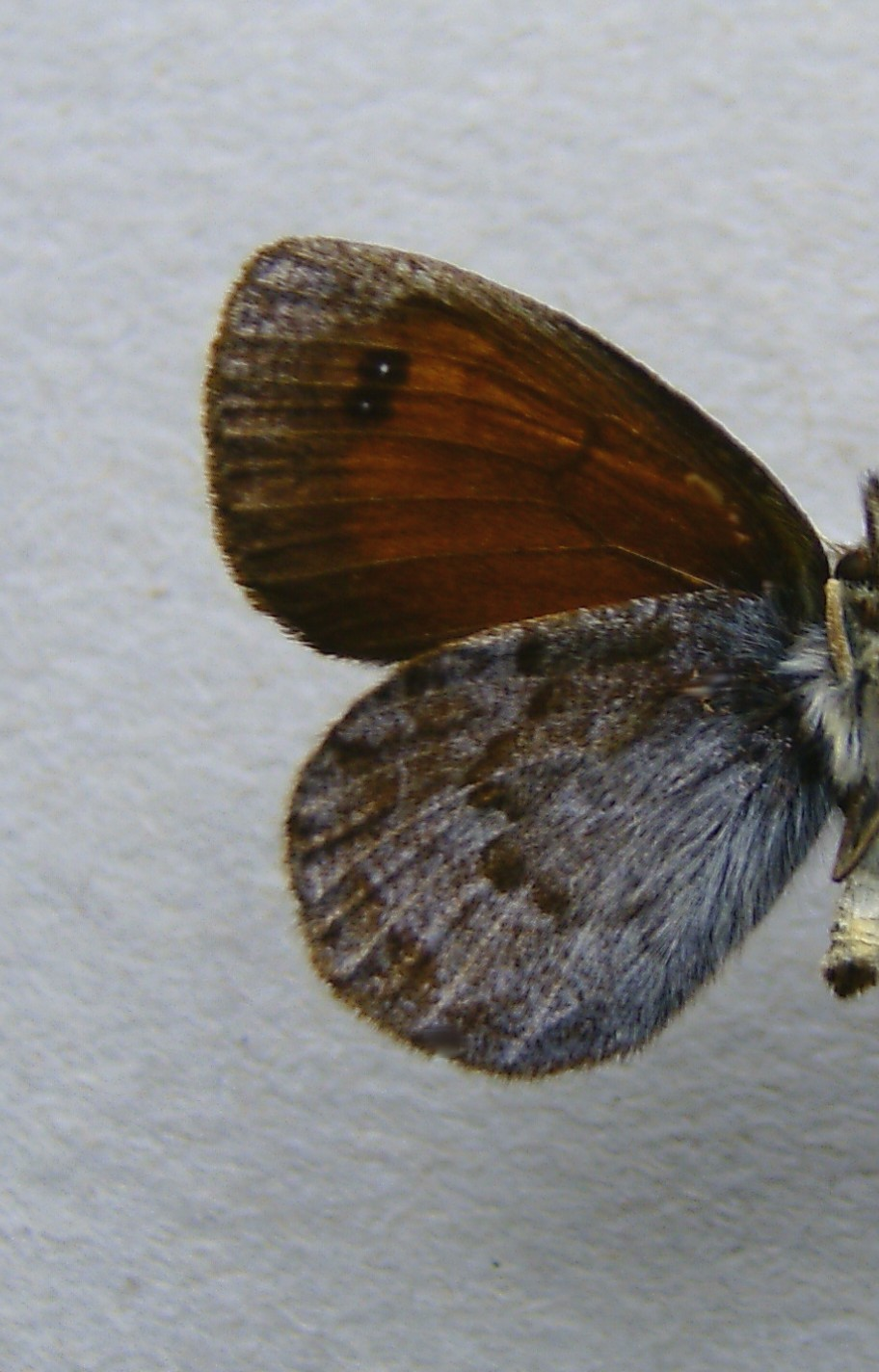